# Дуглас
Ду́ґлас (англ. Douglas, менс. Doolish) — найбільше місто та столиця (з 1863 року) Острова Мен, транспортний та економічний центр острова.
З визначних пам'яток міста варто відзначити єдиний в Європі, що діє й понині кінний трамвай. Також у Дуґласі знаходиться Тінвальд — один із найстаріших парламентів у світі.

## Географія

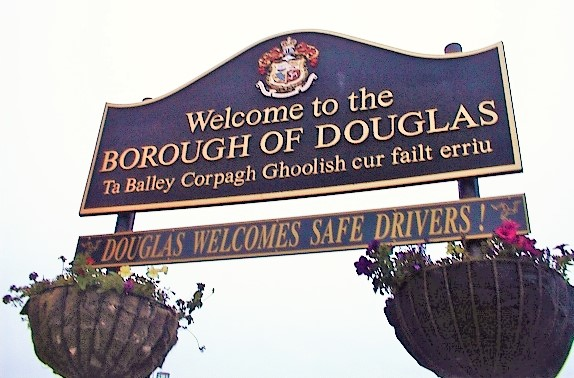
Табличка «Ласкаво просимо до Дуґласа!». Двомовний напис англійською та менською мовою.

Дуглас розташований на похилій рівнині біля точки злиття двох річок — Ду (притока Ґласа) та річки Ґлас. З північного заходу й південного сходу місто оточують пагорби.

## Демографія
Населення міста — 27 938 осіб (за переписом 2011 року), що становить приблизно третину всього населення острова.

## Транспорт

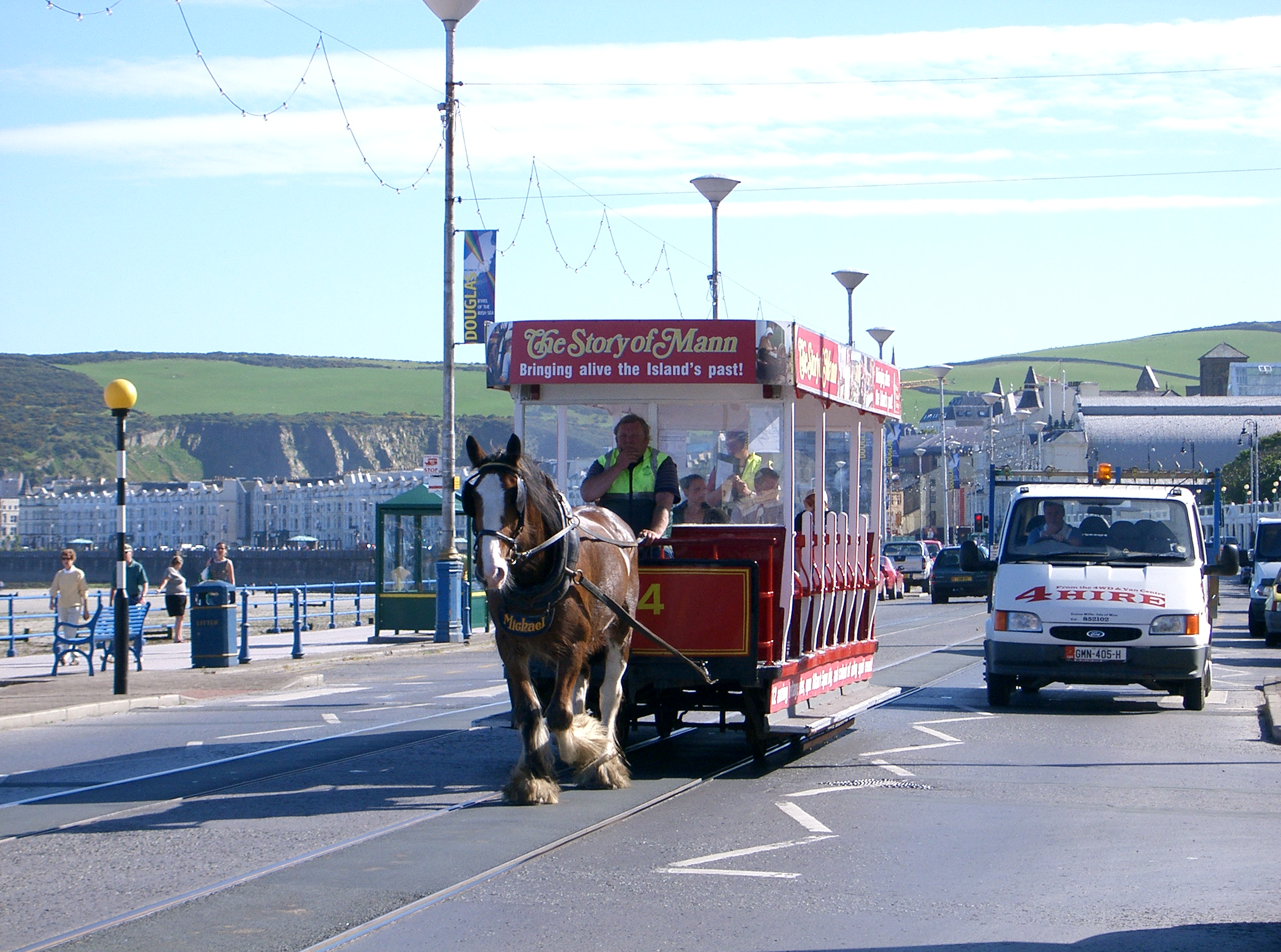
Конка на променаді

Порт Дуґласа — найважливіший порт острова, це єдиний порт острова, що має регулярне поромне сполучення із Великою Британією та Ірландією, а також єдиний порт острова, здатний приймати ролкери. Окрім вантажних, порт обслуговує й рибальські судна. Також є причали для яхт — марина.
Найближче летовище (Ronaldsway Airport) розташоване на півдні від Дугласа, поруч з містом Каслтавн.

## Галерея

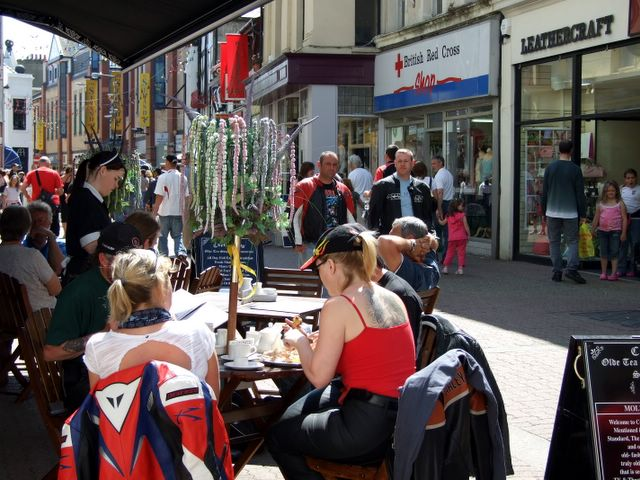
Кастл-Стріт
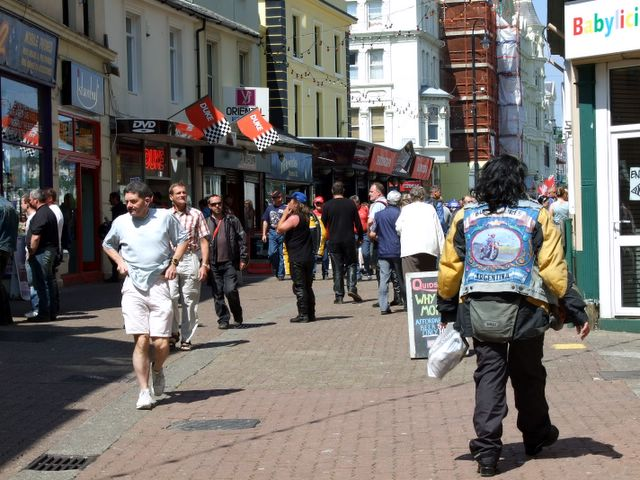
Кастл-Стріт
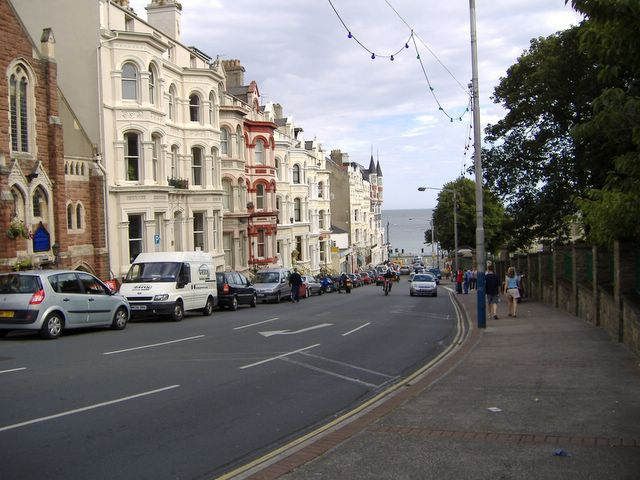
Бродвей
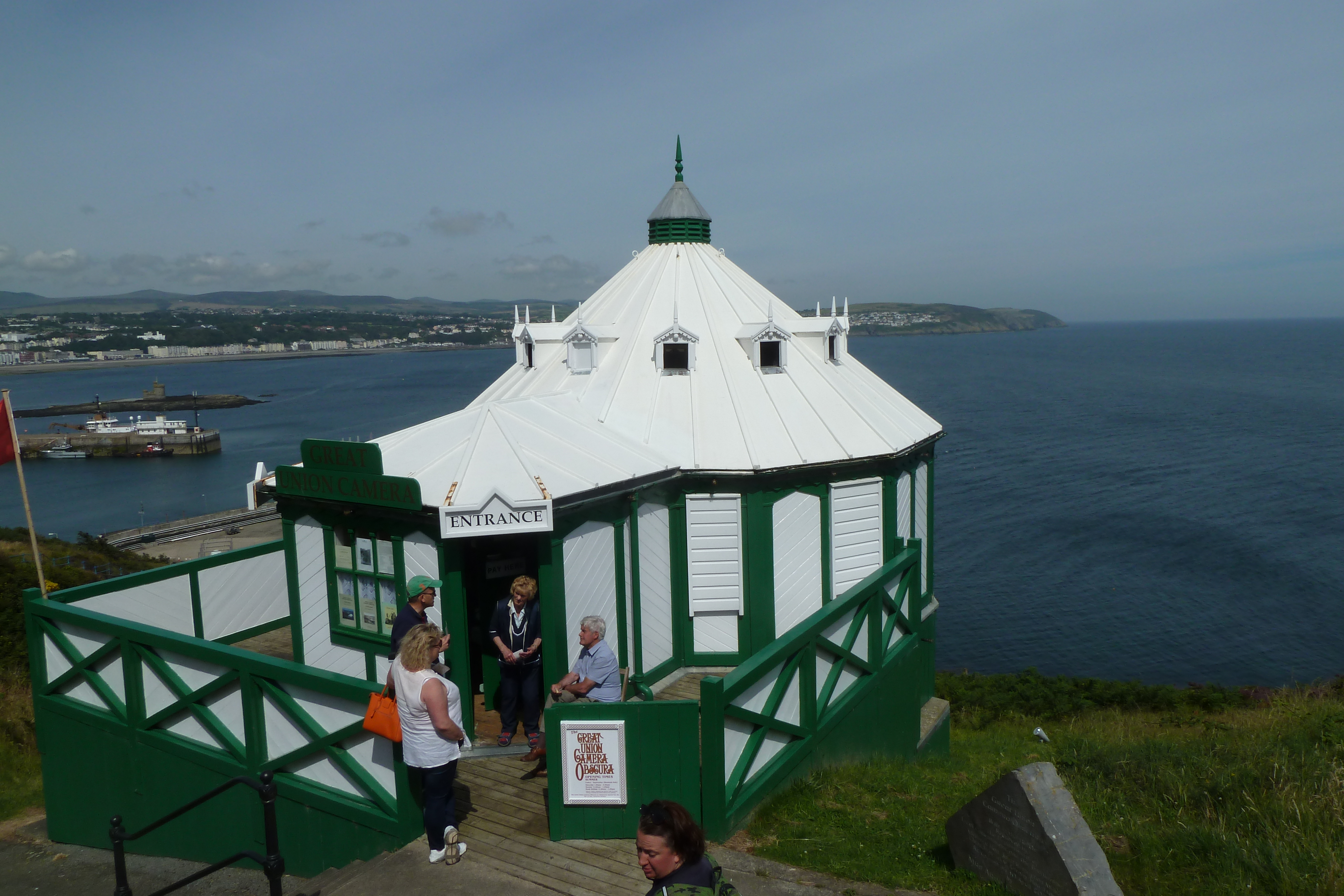
Камера-обскура
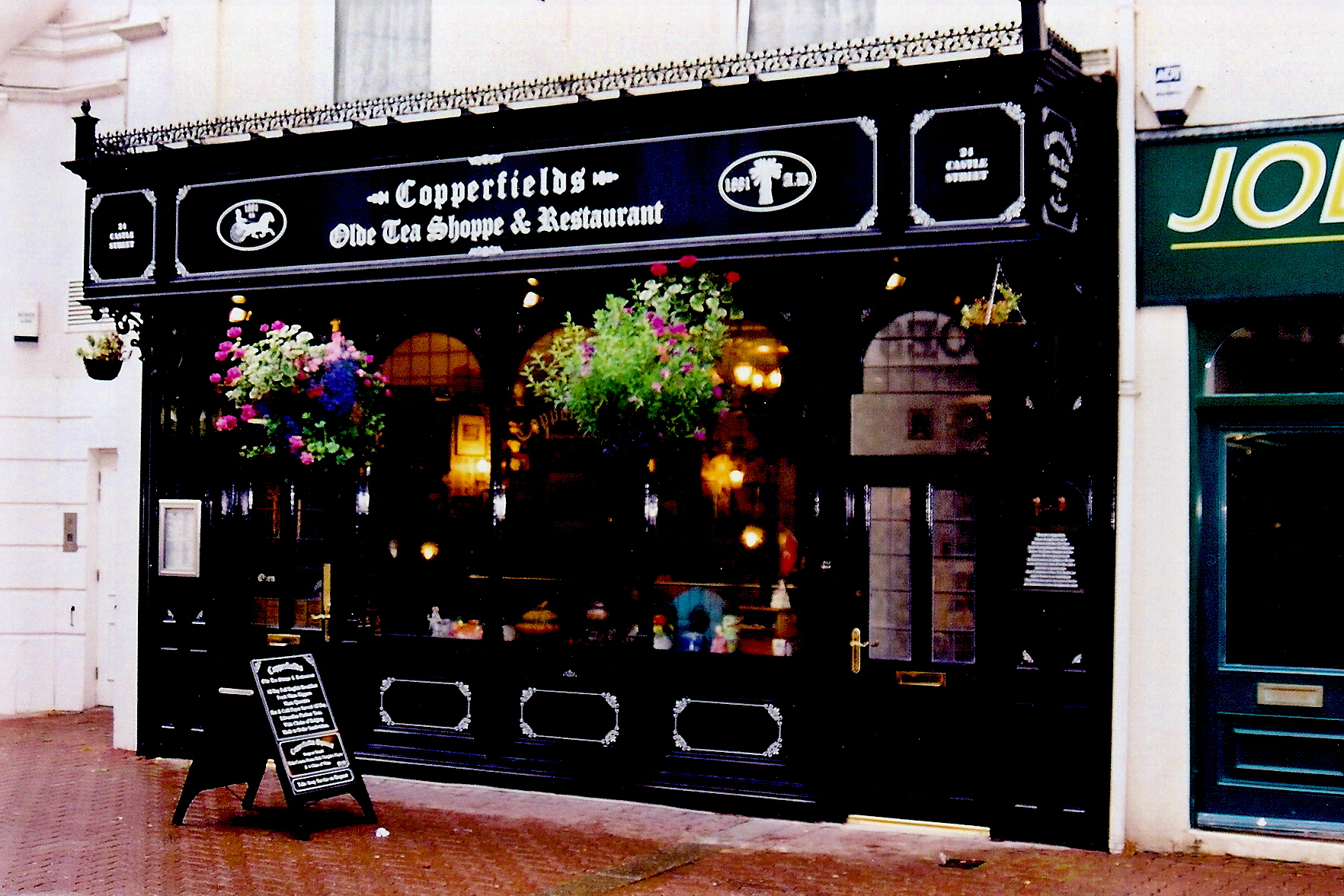
Чайний магазин-ресторан
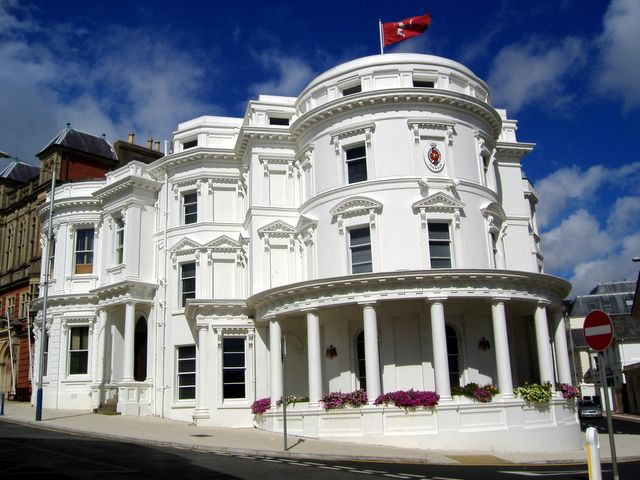
Будинок уряду
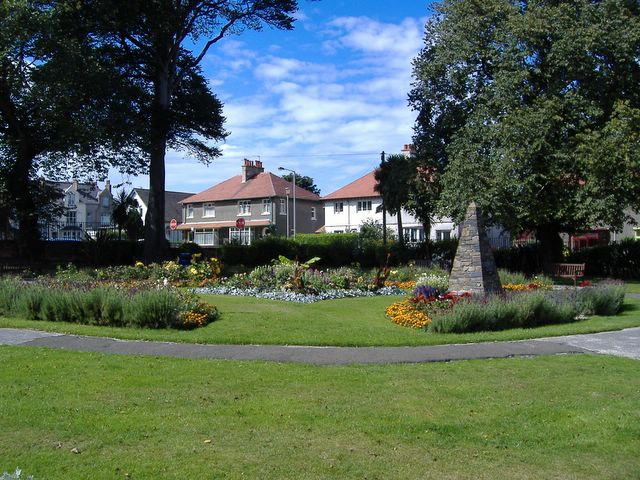
Меморіальний парк на площі Хіларі
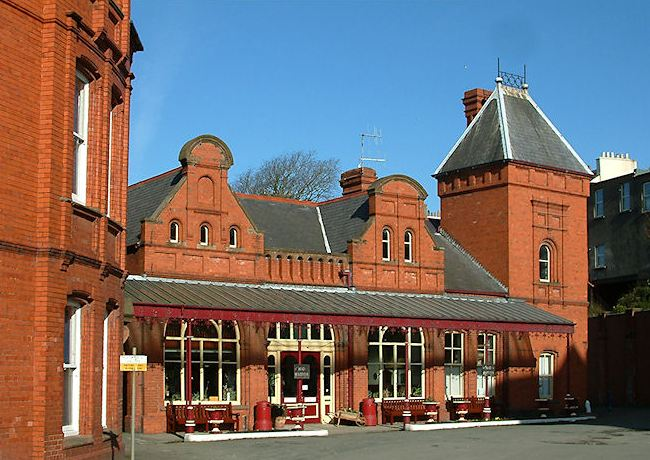
Залізничний вокзал
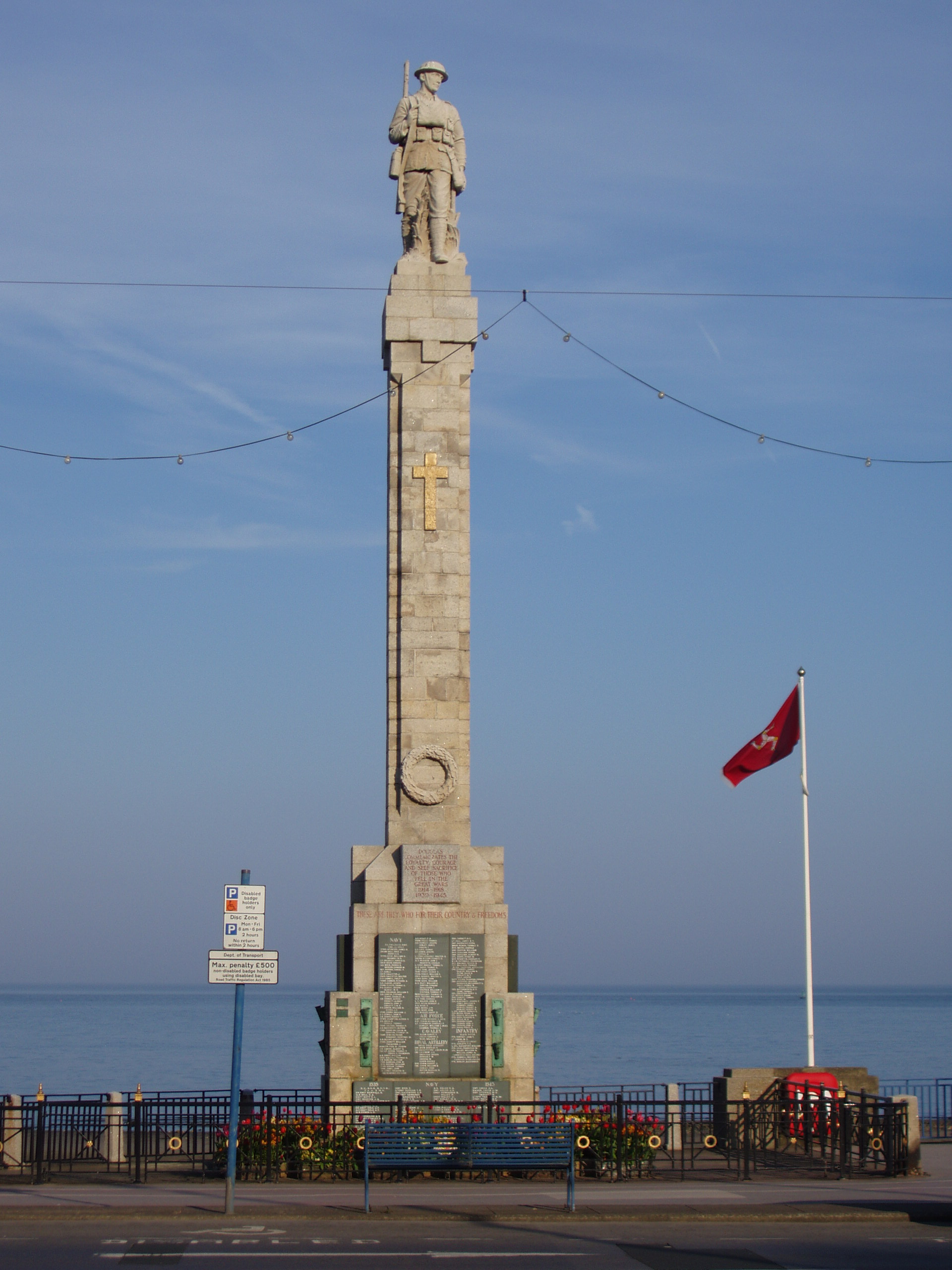
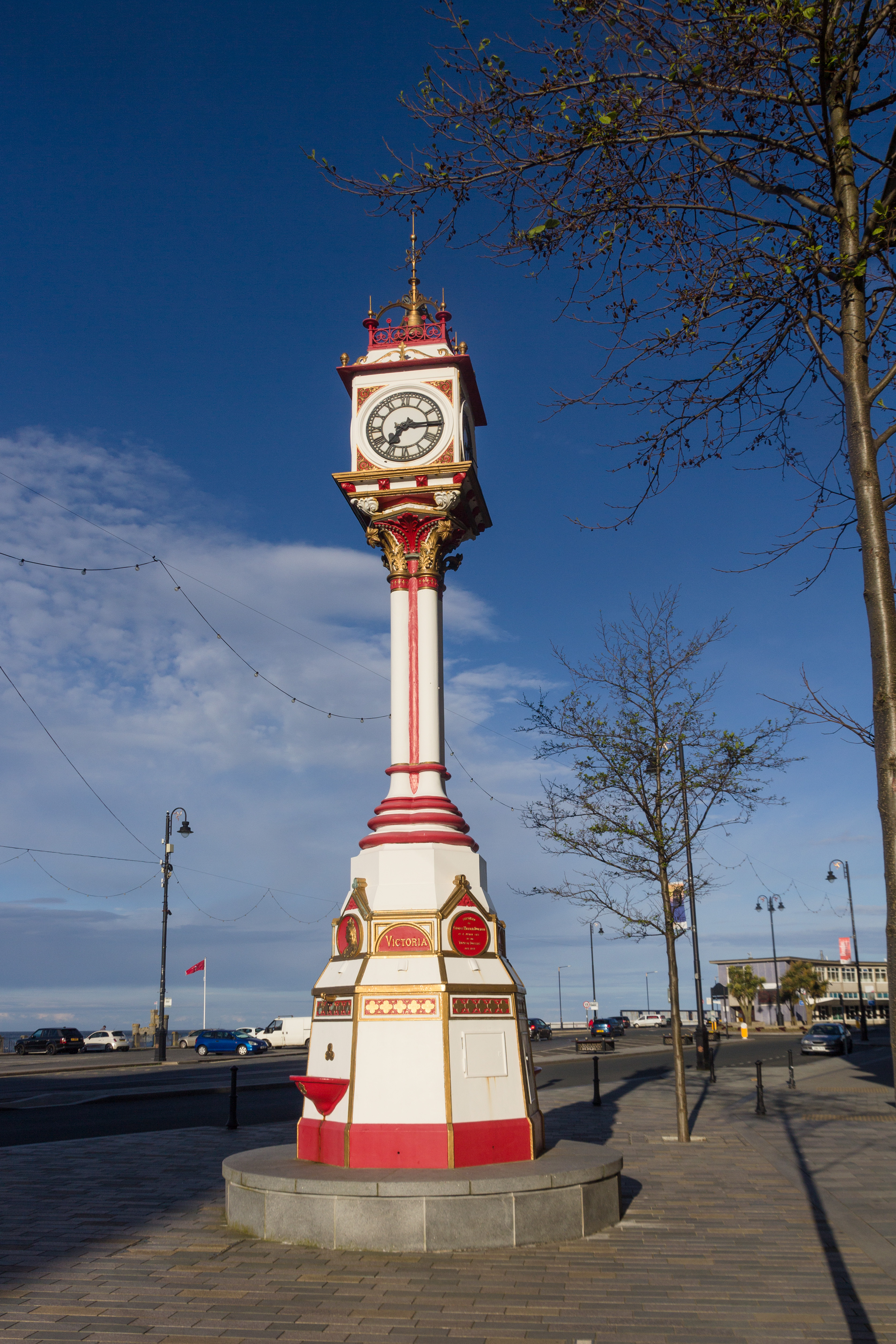
Годинник королеви Вікторії
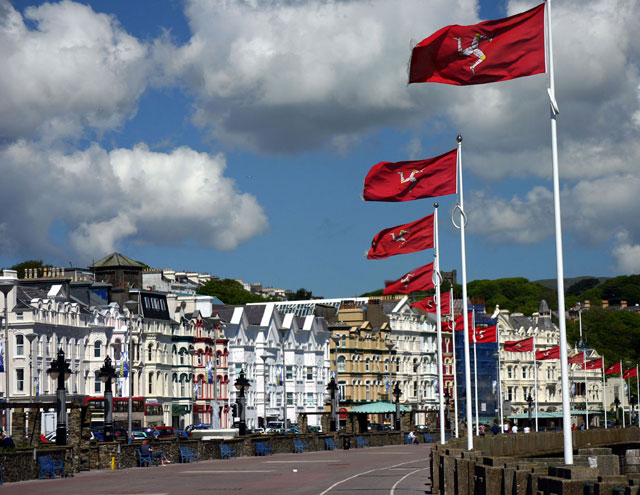
Набережна
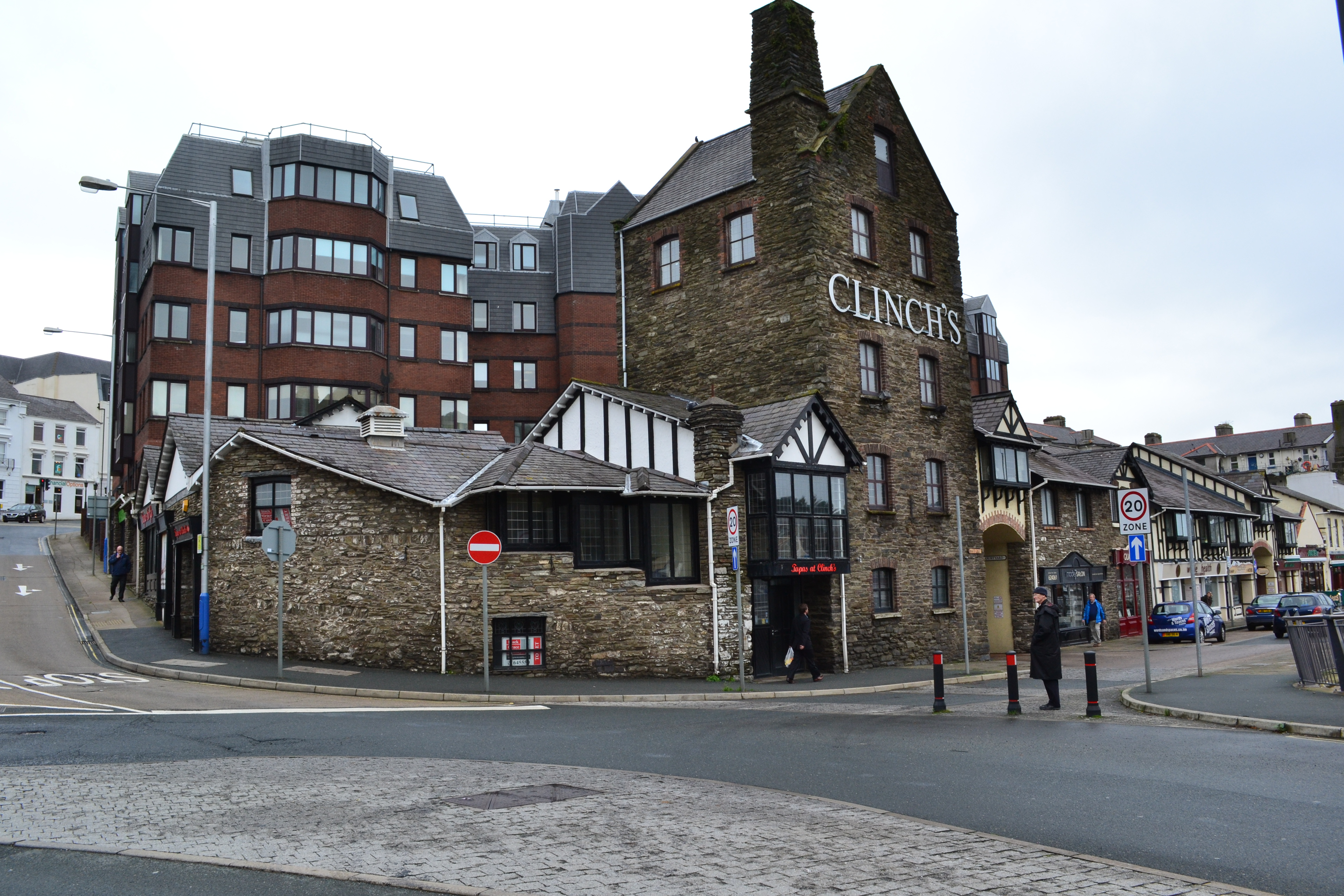
Броварня
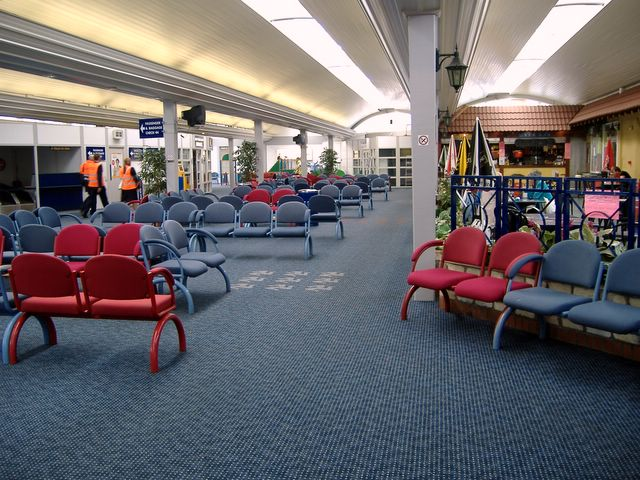
Морський порт, приміщення для пасажирів
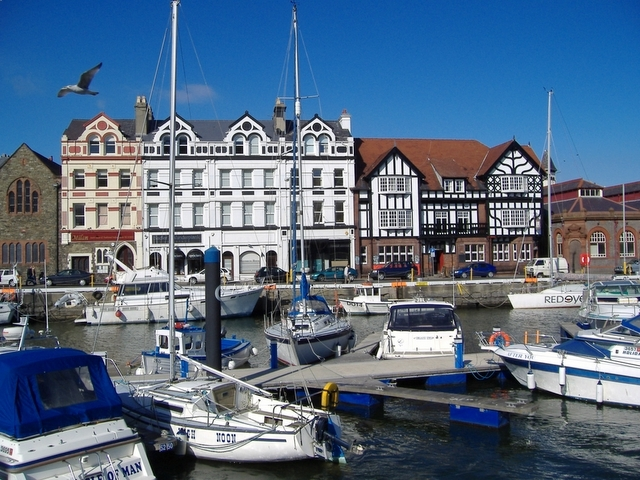
Марина
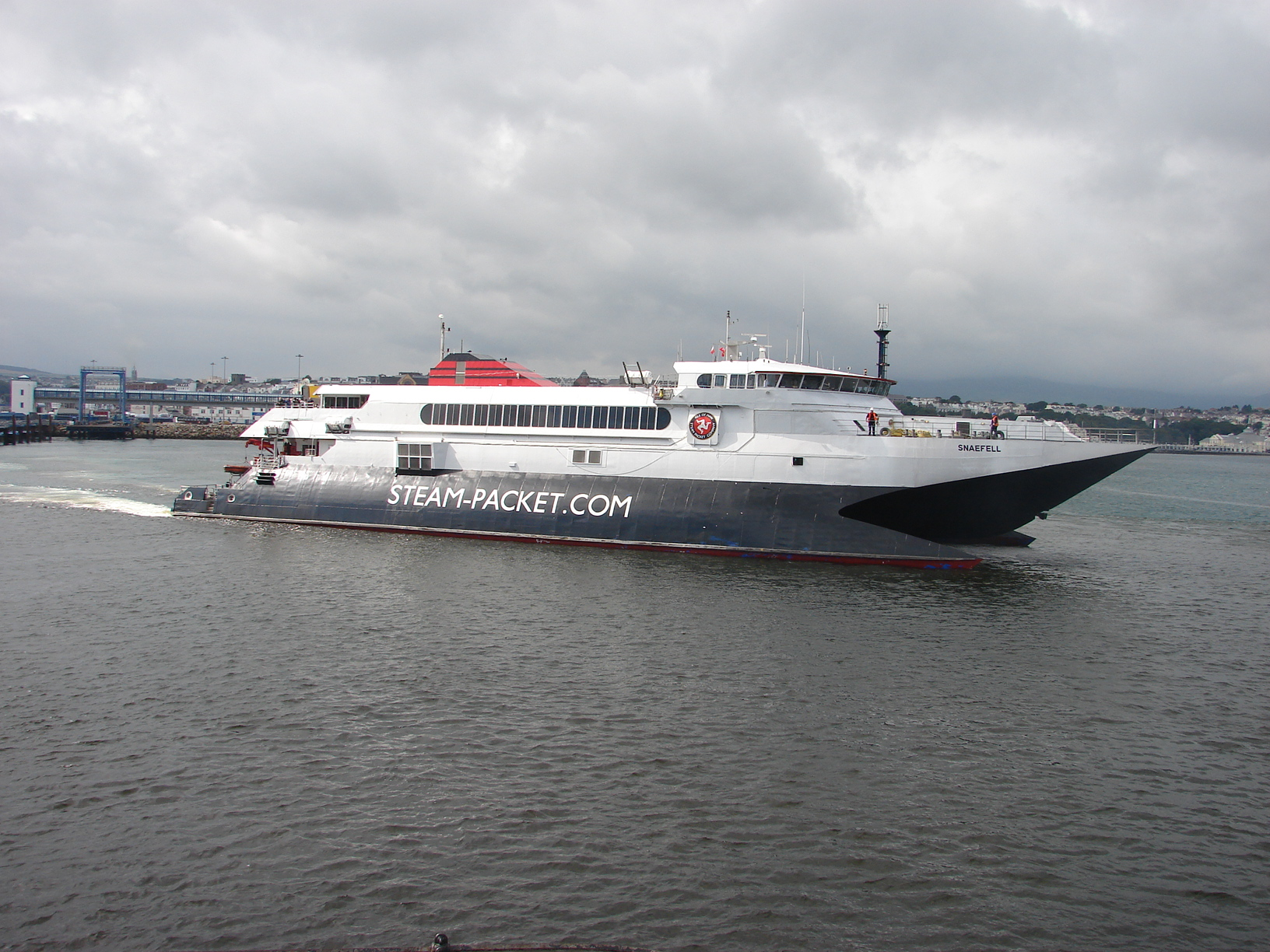
Пором
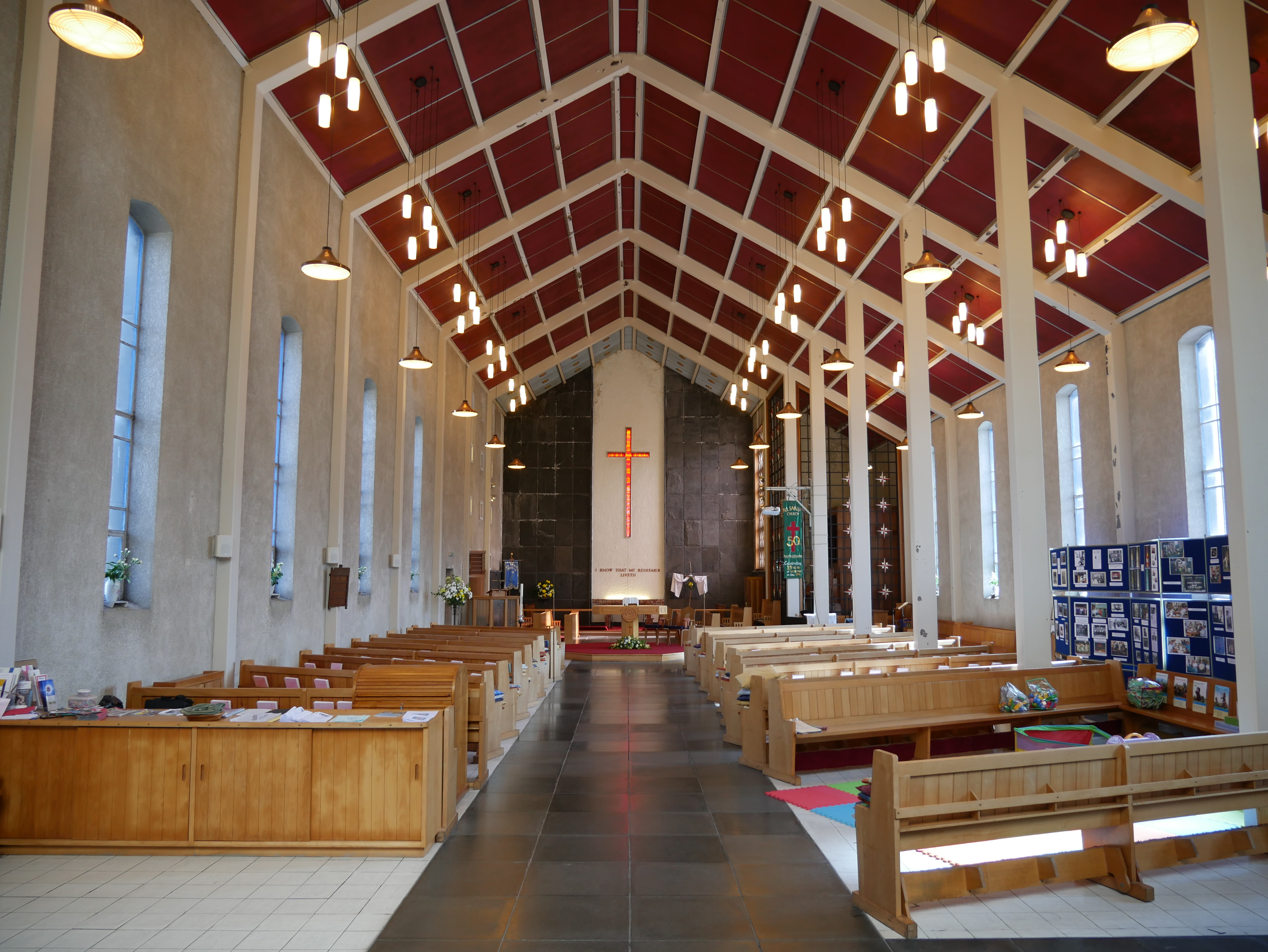
Інтер'єр церкви Всіх святих
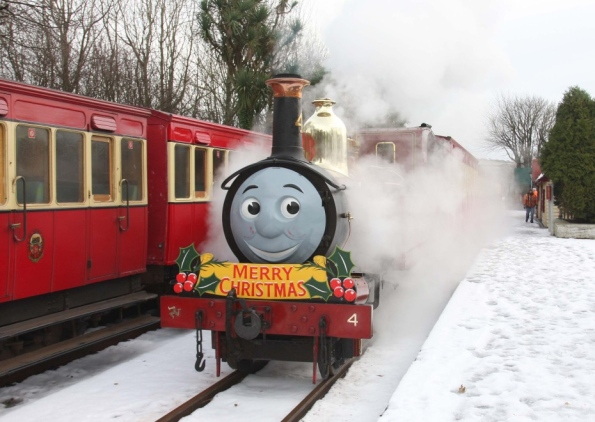
Новорічний паровоз у 2010 році
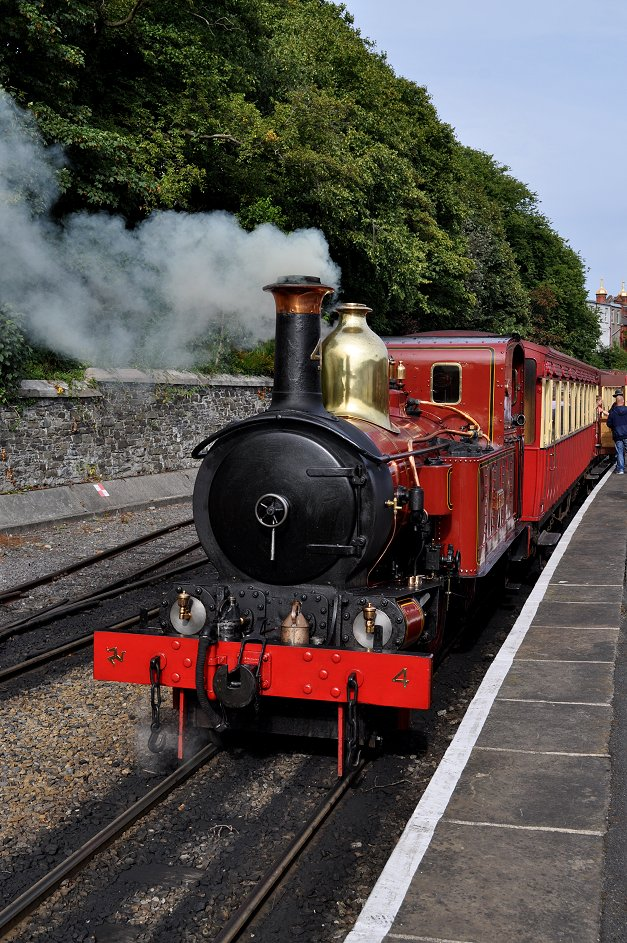
Паровоз у 2014 році
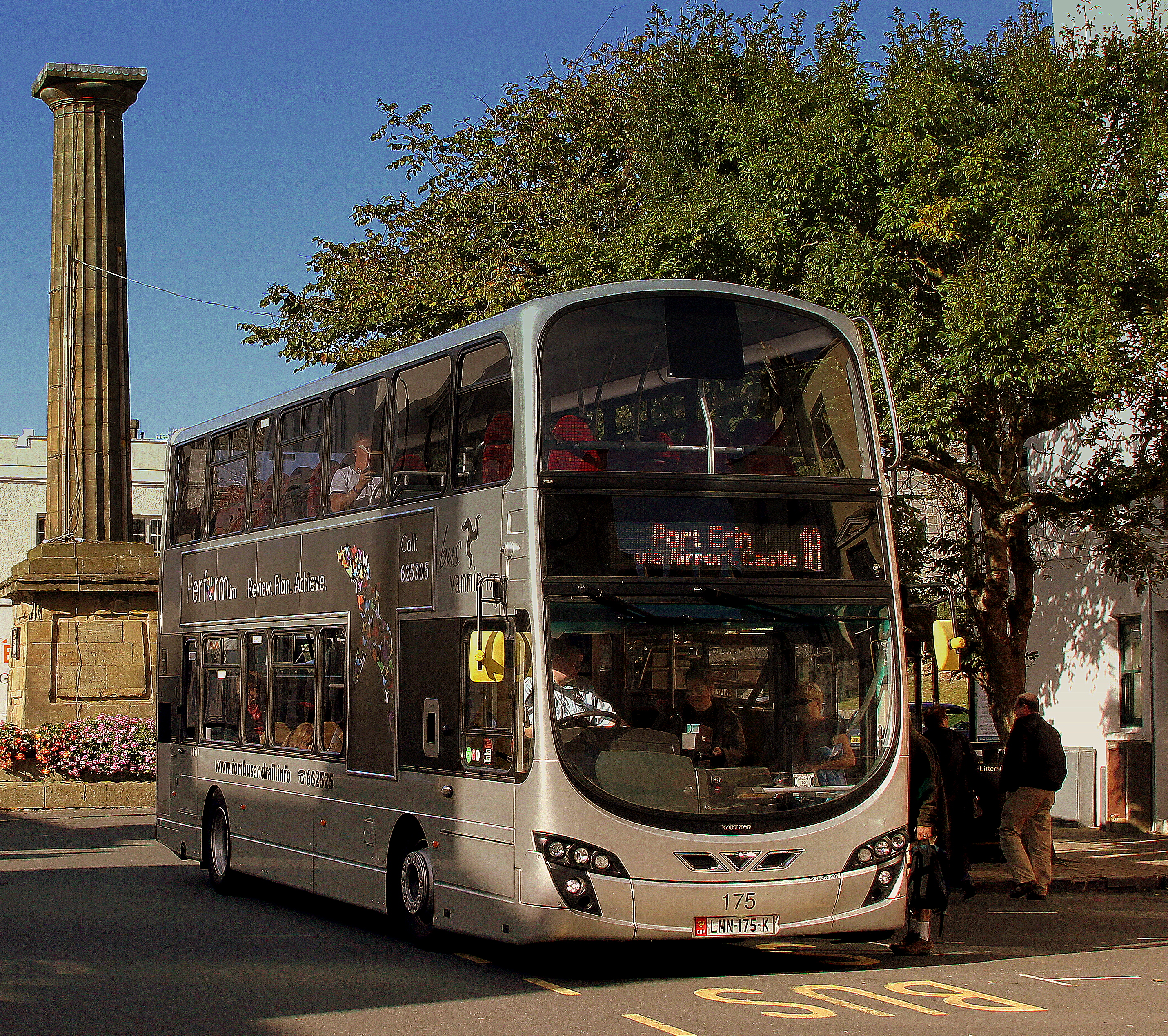
Сучасний двоповерховий автобус